# كأس السوبر الكويتي 2017
كأس السوبر الكويتي 2017 هي مُبارة بين بطل الدوري وكأس ولي العهد وكأس الأمير نادي الكويت ووصيف الدوري نادي القادسية. حيث فاز نادي الكويت 5-4 بركلات الترجيح بعد التعادل 0-0 بالوقت الأصلي.

## روابط خارجية
- مباريات ونتائج الدوري الكويتي في FIFA
- كأس السوبر الكويتي (عربي)
- xscores.com الكويت
- goalzz.com - كأس السوبر
- RSSSF.com - الكويت - قائمة الأبطال